# 少女的祈祷 (杨千嬅歌曲)
〈少女的祈禱〉是香港歌手楊千嬅於2000年推出的一首年度粵語歌曲，由陳輝陽作編曲、林夕填詞，收錄於同年其推出的雙粵語EP《Play It Loud, Kiss Me Soft》內。此曲亦是富士魔術手FDI激光沖印的廣告歌，電視播放率甚高，甫推出旋即大熱，紅遍全港，將楊千嬅推上天后寶座。

## 背景
歌名和尾奏的旋律源自古典钢琴曲《少女的祈禱》，歌曲的概念則是作曲家陳輝陽的幻想：女生在過紅綠燈時祈求不要轉成綠燈，使她可留在身旁的男生多一會，而填詞人林夕把故事場景轉化為巴士內。

## 反響和評價
《少女的祈禱》的流行成績彪柄，除了成為楊千嬅首支《903 專業推介》、《中文歌曲龍虎榜》、《新城勁爆本地榜》、《勁歌金榜》四台冠軍歌曲，亦被視為她的首本名曲，而且首次橫掃《四台聯頒音樂大獎》「歌曲大獎」和《十大勁歌金曲頒獎典禮》「金曲金獎」兩大最高榮譽金曲獎項；加上《叱咤樂壇流行榜頒獎典禮》「專業推介 叱吒十大」、《十大中文金曲頒獎音樂會》「十大中文金曲」及《新城勁爆頒獎禮》「勁爆歌曲」，令楊千嬅刷新了一項新紀錄，成為史上最年輕的女歌手，於同一年度獲得香港五大電子傳媒樂壇頒獎禮的歌曲獎項，成績驕人。其後獲得汪明荃及張敬軒等賞識而翻唱；亦曾獲2014年播出的無線電視劇集《愛我請留言》（第九集）引用，表達女主角梁嘉琪對男主角張穎康的愛意。
楊千嬅被指演繹富「少女味」，亦獲陳輝陽讚賞「沒有覺得她演繹的任何一個字不夠好。」。

## 製作群
- 貝斯：Ray
- 鼓：Anthony Fernandes
- 結他：黃仲賢
- 混音、錄音：袁家揚

## 翻唱歌手
1. 2000年：張智霖 - 少女的祈禱 （页面存档备份，存于）《加州紅紅人館903狂熱份子音樂會》《十指緊扣》專輯
2. 2004年：汪明荃 - 少女的祈禱 （页面存档备份，存于）《楊千嬅演唱會開年大典 Vol.3》
3. 2006年：李逸朗、蔣雅文 - 少女的祈禱 （页面存档备份，存于）《Winter Lover》專輯
4. 2008年：鄭秀文 - 少女的祈禱 （页面存档备份，存于）《Show Mi 鄭秀文世界巡迴演唱會》
5. 2013年：張敬軒 - 少女的祈禱 （页面存档备份，存于）《Pink Dahlia》翻唱專輯
6. 2013年：周筆暢 - 少女的祈禱 （页面存档备份，存于）《周筆暢Unlock巡迴演唱會》
7. 2014年：張敬軒 - 少女的祈禱 （页面存档备份，存于）《Hins Live in Passion 張敬軒演唱會2014》
8. 2017年：陳輝陽 x 女聲合唱 - 少女的祈禱 （页面存档备份，存于）《少女的祈禱 — 陳輝陽 x 女聲》專輯

## 流行榜成績
| 叱咤903 | RTHK | 新城997 | 勁歌金榜 |
| ------- | ---- | ------- | -------- |
| 1       | 1    | 1       | 1        |

## 獎項
- 2000年度四台聯頒音樂大獎歌曲大獎
- 十大勁歌金曲金曲金獎
- 十大勁歌金曲
- 勁歌金曲第三季季選得獎歌曲
- 新城勁爆卡拉OK歌曲
- 新城勁爆歌曲
- 叱咤樂壇流行榜專業推介 叱咤十大第七位
- 十大中文金曲